# Adalberto Álvarez
Adalberto Cecilio Álvarez Zayas (* 22. November 1948 in Havanna; † 1. September 2021 ebenda) war ein kubanischer Pianist, Arrangeur und Bandleiter der Gruppe Son 14 (1978–82) und von Adalberto Álvarez y su Son (seit 1984).

## Biographie
Álvarez wuchs in einem musikalischen Haushalt in Camagüey auf. Mit neun Jahren wurde er Mitglied eines Jugendorchesters, das sein Vater leitete. Als er 18 Jahre alt war, stand fest, dass er eine musikalische Laufbahn einschlagen würde: Er begann ein Fagottstudium in Havanna an der Escuela Nacional de Arte und leitete bis nach seinem Studium die Orquesta típica del plantel escolar, wo er mit späteren Stars wie José Luis Cortés, Joaquín Betancourt und Emiliano Salvador zu tun hatte. Die Orquesta Rumbavana spielte erste Kompositionen von ihm, die zu Hits wurden (El Son de Adalberto).
Von 1973 bis 1977 unterrichtete er Musik und Literatur an der Kunstschule in Camagüey und leitete nebenbei den Conjunto Avance Juvenil. 1978 bekam er das Angebot, die Band Son 14 in Santiago de Cuba zu leiten. Álvarez nahm das Angebot an und einige seiner Musiker mit. Es folgten erste Auslandsauftritte, Plattenaufnahmen und der Hit A Bayamo en coche. Álvarez verließ die Gruppe 1983, um in Havanna eine neue, modernere Gruppe zu gründen (Son 14 bestand unter Leitung von Lázaro Rosabal weiter).
Nach einem Jahr der Vorbereitung debütierte diese Gruppe, Adalberto Álvarez y su Son, am 25. Februar 1984. Es war eine Großbesetzung mit Posaunen zusätzlich zu Trompeten und einer Rhythmusgruppe aus Timbales, Congas und Bongos, Klavier und Tres, die auch immer wieder Synthesizer einsetzte. Die Tres spielte Pancho Amat, seit 1989 als festes Mitglied. Auch Paulito FG gehörte zu dieser Gruppe.
Er starb am 1. September 2021 im Alter von 72 Jahren in Havanna an einer COVID-19-Erkrankung.

## Diskographie
mit „Adalberto Alvarez y su Son“:
- El Regreso de Maria
- Omara canta el Son
- Sueño con una Gitana
- Celina, Frank y Adalberto
- Nostalgia (mit Gina León)
- Fin de semana
- Dominando la partida

Label Artcolor
- El Chévere y el Caballero
- Son en dos tiempos
- Dale como é

Label PM Records
- Caliente, caliente
- A bailar el toca toca
- Locos por el Son
- Adalberto Alvarez y su Son en vivo
- Grandes éxitos

Label Caribe Productions
- Los Super éxitos de Adalberto, SON 14
- Adalberto y su Son, Noche sensacional
- A Bailar el Toca Toca

Label Caliente, Caliente
- Jugando con Candela

Label Milan Latino
- Magistral (mit Michel Camilo)

Label Bis Music
- El Son de Adalberto Suena Cubano (2002)
- Para Bailar Casino (2003)

Label EGREM
- Grandes éxitos (Sampler, Doppel-CD)